# 成本华
成本华（1914年—1938年），為安徽省和县人，祖籍山东省寧陽、聊城一帶；她於1937年末參加地方抗日武裝部隊，在1938年四月在安徽和縣被俘，遭到日軍第六師團第十三聯隊殺害。一張她被行刑前的照片後來成為了無所畏懼的標誌性形象。四川安仁古鎮的建川博物館，有一個專門的「不屈戰俘館」，以紀念抗日戰爭中的中國戰俘，在出口處，一位年輕女人的全身照片被放大製成一幅浮雕，背靠著古銅色的牆壁。她就是被視作不屈戰俘代表人物的成本華。在二戰中經歷慘烈大屠殺的南京市，有一座五米高的成本華雕像依此塑立，以表紀念。